# Raffaele Stolder
Raffaele Stolder (Napoli, 5 marzo 1958) è un mafioso italiano, membro della Camorra ed ex capo dell'oramai estinto clan Stolder, sodalizio storicamente legato al clan Giuliano.

## Biografia
Ha rapporti di parentela con la famiglia Giuliano di Forcella in quanto sua sorella, Amalia Stolder, ha sposato uno dei fratelli Giuliano, Carmine Giuliano, detto "O' Lione", deceduto nel 2004. A lui vengono attribuiti una serie di colpi effettuati servendosi della rete fognaria di Napoli, di cui è profondo conoscitore. Nei tempi di frequentazione con i Giuliano, Stolder ha portato personalmente Maradona a un centro sportivo di Posillipo. E nonostante i rapporti con la famiglia Giuliano, Stolder era molto legato ai Misso del Rione Sanità.
Secondo gli inquirenti, Il suo clan riciclava denaro a San Marino con contatti con altre organizzazioni criminali.
È stato arrestato il 22 ottobre 2009 a seguito di un conflitto a fuoco e, da allora, si trova detenuto in carcere. È stato a capo dell'omonimo clan, un tempo operante a Forcella.
Nel 2011, sua sorella Amalia, è morta a 51 anni per un male incurabile. Il suo funerale ha chiamato grande attenzione nel centro storico di Napoli,  che comprendeva, tra l'altro, sei cavalli scuri e una carrozza barocca nera con decori in oro.
Nel gennaio del 2012, il boss ha tentato il suicidio nel carcere delle Vallette di Torino, dove ha provato ad impiccarsi utilizzando un lenzuolo.